# Moviflor
Moviflor é uma marca portuguesa de mobiliário e decoração, sendo conhecida pelo mobiliário de vários estilos e pelo serviço de entrega ao domicílio.

## Visão geral
Numa primeira fase a empresa teve cerca de 1500 colaboradores, mais de 300 fornecedores (55% das vendas eram de fornecedores nacionais), 4 armazéns de distribuição, 180 viaturas de distribuição, 85 000 m² metros quadrados de área de venda, 50 000 m² de área de armazenagem. Em 2009 teve uma facturaçãode 170 milhões de euros em Portugal e 18 milhões em Angola.
Desde 2015, que a Moviflor é uma marca de propriedade da empresa Armazéns Reis - Materiais de Construção,S.A. A grande abertura da Loja e actualmente sede foi feita juntamente com um concurso de passar uma noite numa cama fora da loja podia ficar com ela de graça. Actualmente encontra-se novamente em fase de grande expansão.

## História
A Moviflor foi criada em 1971 por Augusto Reis e Maria Catarina Coutinho Remígio, então com 19 anos. A primeira loja surgiu no Largo da Graça 28, Lisboa. Desde sempre que comercializou mobiliário e decoração. A empresa tinha 28 lojas em Portugal e uma em Angola.
Todas as lojas eram próprias e 100% do capital continuava a ser da família.
A 26 de Maio de 2001, abriu a sua loja na Rotunda da Circunvalação, vulgo Avenida dos Produtos Estrela, no Porto, com grande promoções onde os melhores compradores do dia de inauguração podiam ganhar desde automóveis até televisores. O anúncio televisivo da inauguração conta com a participação de Herman José, na sua personagem de Estebes.
Em 2010, a Moviflor registou um volume de negócio de 182 milhões de euros (um crescimento de 7% face ao ano anterior).
Atravessando um processo de insolvência, foram encerradas todas as lojas a 1 de Outubro de 2014.
Desde 2014, que a Moviflor é uma marca de propriedade da empresa Armazéns Reis - Materiais de Construção,S.A.
A abertura da 1ª loja depois da aquisição foi feita no dia 1 de Agosto, na Zona Industrial de Oiã, no concelho de Oliveira Do Bairro, no distrito de Aveiro.
A abertura da 2ª loja foi feita no distrito de Coimbra, concretamente no Parque Mondego, na Zona Industrial de Taveiro.
Em 2019, numa aposta clara no comércio electrónico, foi lançada a nova Loja Online Moviflor - em www.moviflor.pt - disponibilizando serviço de entrega e montagem em todo Portugal Continental.